# Neandertalski muzej
Neandertalski muzej (njem. Neanderthal Museum), arheološko-paleontološki muzej u Mettmannu u Njemačkoj, smješten na lokalitetu prvog otkrića neandertalca u Neandertalu (Neanderovoj nizini), s izložbom u čijem je središtu humana evolucija. Muzej je izgrađen 1996. godine po dizajnu arhitekata Zampa Kelpa, Juliusa Kraussa i Arna Brandlhubera te privlači oko 170.000 posjetitelja godišnje. Muzej također uključuje arheološki park na izvornom nalazištu, kamenodobnu radionicu te umjetničku stazu zvanu "čovječji tragovi". Sve oznake u muzeju, kao i audiovodiči koje muzej nudi dostupni su na njemačkom i engleskom jeziku.

## Vanjske poveznice
- službeno mrežno mjesto  Arhivirana inačica izvorne stranice od 2. travnja 2015. (Wayback Machine)